# Calyptranthes martiusiana
Calyptranthes martiusiana är en myrtenväxtart som beskrevs av Dc.. Calyptranthes martiusiana ingår i släktet Calyptranthes och familjen myrtenväxter. Inga underarter finns listade i Catalogue of Life.